# Вільям Гамільтон (філософ)
Вільям Гамільтон (8 березня 1788 , Глазго, Ланаркшир  — 6 травня 1856 , Единбург ) — британський шотландський філософ-метафізик, викладач, науковий письменник.

## Біографія
Народився в шляхетській сім'ї. Його батько, доктор Вільям Гамільтон, був в 1781 році за рекомендацією відомого Вільяма Хантера призначений наступником свого батька, доктора Томаса Гамільтона, професором анатомії в університеті Глазго; до моменту його смерті в 1790 році, на 32-му році життя, він вже мав велику популярність. Вільям Гамільтон і його молодший брат (згодом капітан Томас Гамільтон) через ранню смерть батька виховувалися однією матір'ю. Вільям здобув початкову освіту в Шотландії, за винятком двох років, які провів у приватній школі недалеко від Лондона, а в 1807 році, ставши Снелловським стипендіатом (Snell Exhibition), поступив в Коледж Бейлліол в Оксфорді. Вивчав різні науки, здобув ступінь бакалавра в 1811 році та магістра в 1814 році; готувався до отримання професії лікаря, але незабаром після відходу з Оксфорда відмовився від цієї ідеї й в 1813 році став адвокатом в Шотландії. Його життя, однак, мало змінилася з часів його студентства; в наступні роки він займався найрізноманітнішими дослідженнями, одночасно поступово сформувалися його філософські погляди. Наукова робота допомогла йому отримати гарну репутацію, і в 1816 він успадкував титул баронета.
Дві поїздки до Німеччини в 1817 і 1820 роках привели до початку вивчення їм німецької мови і пізніше сучасної (йому) німецької філософії, яку в ті часи практично не вивчали в британських університетах. У 1820 році став кандидатом на заняття катедри моральної філософії в Единбурзькому університеті, проте не зміг її отримати. У 1821 році був призначений професором суспільної історії і в цей період життя склав кілька курсів лекцій з історії Європи та історії літератури. Його винагорода становила 100 фунтів стерлінгів на рік, одержуваних від місцевого податку на пиво, і її виплата незабаром припинилася. Багато учнів пішли, клас скоротився, і Гамільтон після скасування платні залишив викладання. У січні 1827 року пережив смерть своєї матері, до якої був сильно прив'язаний. У березні 1828 одружився зі своєю кузиною Джанет Маршалл (Janet Marshall).
У 1829 році в «Едінбург рев'ю» було опубліковано і здобуло популярність його есе «Філософія безумовного» (англ. The Philosophy of Unconditioned), що є критикою Канта. У 1836 році став професором логіки та метафізики й завідувачем відповідної кафедри в Единбурзі, активно займаючись редагуванням праць Ріда і Канта. У 1844 році переніс інсульт, який не зачепив мозку, але привів до паралічу правої сторони його тіла. Попри хворобу, продовжував працювати над науковими працями, останні лекції прочитав в семестрі 1855—1856 років, померши незабаром після цього.

## Погляди та основні праці
Написав велику кількість робіт з філософії; його власні погляди значною мірою сформувалися під впливом теорій Томаса Ріда і Іммануїла Канта. Сформулював поняття «філософії безумовного»; як філософ вважав себе значною мірою наступником Канта, намагаючись примирити його вчення з поглядами шотландських філософів. Вважав за можливе знання тільки про будь-які відносні прояви існування; з Гамільтоном, думка і досвід означають обумовленість, тому можливо лише пізнання видимості, але не пізнання суті речей. У другій половині XIX століття Гамільтона інтерпретація кантіанства виявилася витіснена гегельянськими трактуваннями.
Головні праці: «The Philosophy of Unconditioned» (1829); «Discussions on Philosophy and Literature» (1852); «Lectures on Metaphysics and Logic, 1859—1860».